# Rue Pol-Neveux
La rue Pol-Neveux  est une voie de la commune de Reims, dans le département de la Marne, en région Grand Est.

## Situation et accès
La rue Pol-Neveux est une voie de la commune de Reims, située dans le département de la Marne, en région Grand Est.
Débutant rue Voltaire, elle aboutit rue du Cardinal-de-Lorraine. La voie, pavée, est à sens unique Est/Ouest sur toute sa longueur.

## Origine du nom
Pol-Louis Neveux est né à Reims, 1 rue de la Clef, le 25 août 1865. 
C’est un écrivain français, membre de l’Académie Goncourt.
Il est l'auteur de Golo et de La douce enfance de Thierry Seneuse. 
Il fut inspecteur général des bibliothèques de France et, à ce titre, participa le 10 juin 1928 à l’inauguration de la Bibliothèque de Reims.

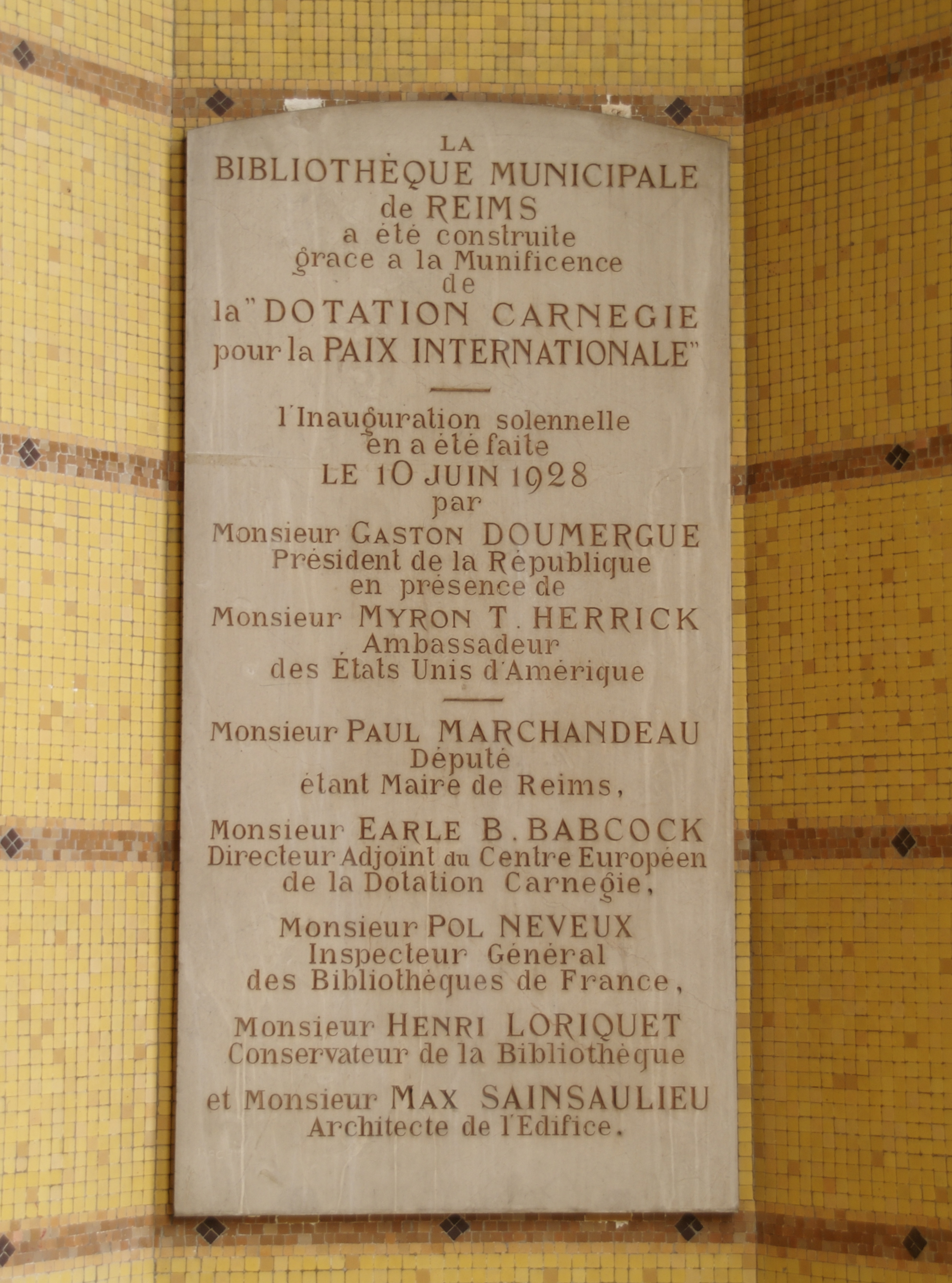
Dedication stone of Carnegie Library, Reims.

Il est mort le 26 mars 1939 à Garches (à 73 ans).

## Historique
Ancienne rue de l'École-de-Médecine, elle porte sa dénomination actuelle depuis 1941.

## Bâtiments remarquables et lieux de mémoire
- Bibliothèque de Reims